# 希德拉克
希德拉克（法語：Chidrac，法語發音：[ʃidʁak]）是法国多姆山省的一个市镇，位于该省南部，属于伊苏瓦尔区。

## 地理
希德拉克（45°33'15"N, 3°8'56"E）面积3.57 平方千米，位于法国奥弗涅-罗讷-阿尔卑斯大区多姆山省，该省份为法国中南部省份，北起阿列省接壤，东临卢瓦尔省，南至上盧瓦爾省和康塔爾省，西接科雷兹省和克勒兹省。
与希德拉克接壤的市镇（或旧市镇、城区）包括：尚佩、梅约、内斯谢尔、帕尔迪讷、库兹河畔圣西尔格、圣樊尚。

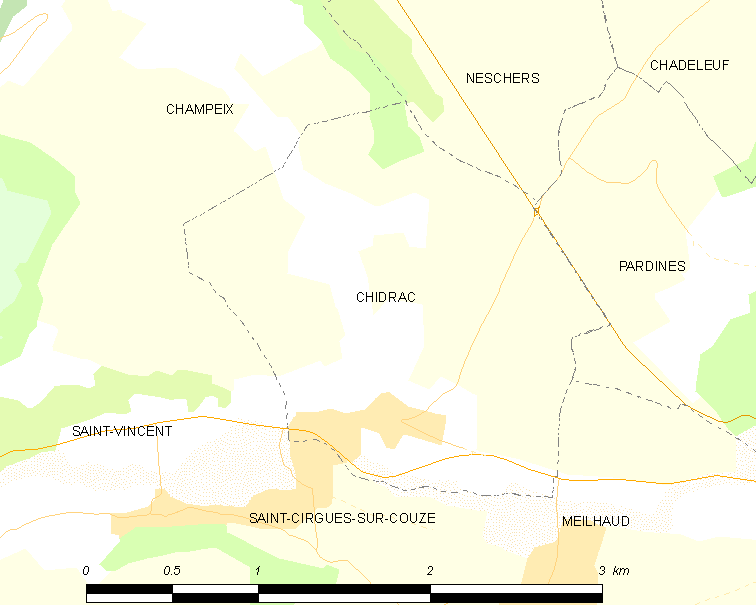
希德拉克的OSM定位图

希德拉克的时区为UTC+01:00、UTC+02:00（夏令时）。

## 行政
希德拉克的邮政编码为63320，INSEE市镇编码为63109。

## 政治
希德拉克所属的省级选区为勒桑西县。

## 人口

1962-2008年间希德拉克人口变化图示

希德拉克于2022年1月1日时的人口数量为494人。